# NGC 956
NGC 956 је расејано звездано јато у сазвежђу Андромеда које се налази на NGC листи објеката дубоког неба.
Деклинација објекта је + 44° 38' 48" а ректасцензија 2h 32m 14,9s. Привидна величина (магнитуда) објекта NGC 956 износи 12,1 а фотографска магнитуда 8,9. NGC 956 је још познат и под ознакама OCL 377.